# Tuniské tažení
Tuniské tažení (resp.: Bitva o Tunisko) byla rozsáhlá vojenská kampaň na území Tuniska během druhé světové války. Byla to poslední bitva svedená na africkém kontinentu. Bitva začala útokem spojeneckých vojsk 17. listopadu 1942 na poslední baštu Osy v Severní Africe. Bitva nakonec skončila naprostým vítězstvím spojenců a drtivou porážkou sil osy, která se dala přirovnat pouze ke Stalingradu. Z tohoto důvodu někteří vojáci a generálové nazvali Bitvu o Tunisko „Tunisgrad“. Porážka sil Osy, jež navíc Hitler krátce před katastrofou paradoxně posílil, byla významnou morální vzpruhou pro spojenecká vojska a přinesla jim, zvláště pak Američanům (jenž byli v Evropě a Africe neostřílení nováčci), bohaté zkušenosti.